# (2977) Чивилихин
(2977) Чивилихин (лат. Chivilikhin) — типичный астероид главного пояса, открыт 19 сентября 1974 года советским астрономом Людмилой Черных в Крымской астрофизической обсерватории и 8 ноября 1984 года назван в честь писателя Владимира Чивилихина.

## Обнаружение и именование
(2977) Чивилихин
Открыт 19 сентября 1974 года в Научном Л. И. Черных.
Назван в память о выдающемся советском писателе Владимире Алексеевиче Чивилихине (1928—1984).
Оригинальный текст (англ.)2977 Chivilikhin
Discovered 1974-09-19 by Chernykh, L. at Nauchnyj.
Named in memory of Vladimir Alekseevich Chivilikhin (1928—1984), prominent Soviet writer.
Источники: DISCOVERY.DB; M.P.C. 9216.

## Орбита

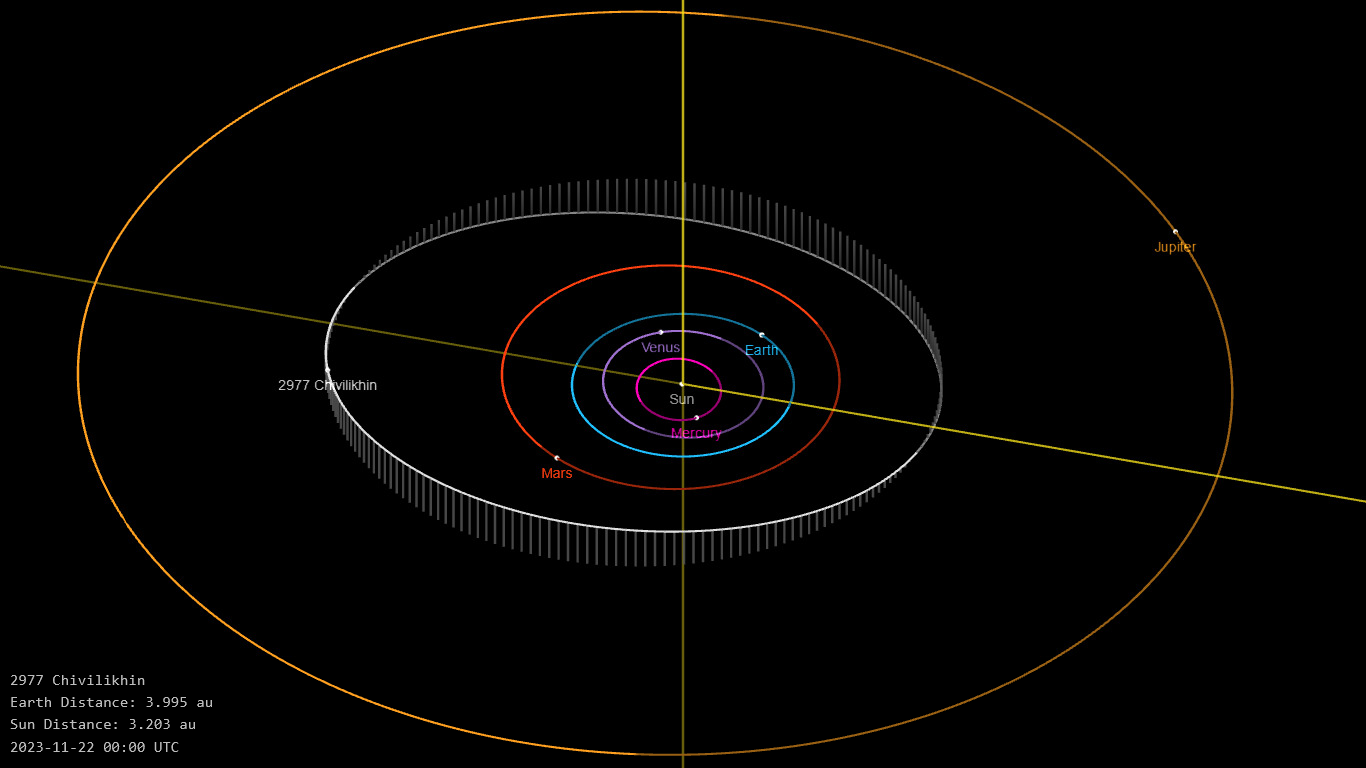
Орбита астероида Чивилихин и его положение в Солнечной системе

## Физические характеристики
Из результатов второго этапа спектроскопической съёмки малых астероидов главного пояса (Small Main-belt Asteroid Spectroscopic Survey, SMASSII) следует, что астероид относится к таксономическому классу S.
По результатам наблюдений в видимом и ближнем инфракрасном диапазоне космического телескопа NEOWISE диаметр астероида оценивался равным 9,050±0,097 км. Согласно тем же источникам альбедо оценивается как 0,1794±0,0194 и 0,179±0,019.